# ويليام ألين والش
ويليام ألين والش هو سياسي كندي، ولد في 20 أغسطس 1887 في كينغستون في كندا، وتوفي في 18 أكتوبر 1940. حزبياً، نشط في حزب كندا المحافظ. وقد انتخب عضو مجلس العموم الكندي.